# Snudy
Snudy (biał. Снуды) – jezioro na Białorusi w rejonie brasławskim w obwodzie witebskim.
Snudy położone jest na wysokości 129,6 m n.p.m. Jezioro ma powierzchnię 22 km², a jego wymiary to 8,8 × 4,9 km. Średnia głębokość wynosi 4,9 m, zaś maksymalna 16,5 m. Zlewnia jeziora zajmuje obszar 113 km² i znajduje się w dorzeczu Drujki. Snudy ma połączenie z położonym bezpośrednio na południu jeziorem Strusto. Na jeziorze Snudy znajduje 11 wysp o łącznej powierzchni 1,6 km² (przy niskim poziomie wody liczba wysp wzrasta do 16).
W jeziorze żyją takie gatunki ryb, jak szczupak, leszcz, jaź, karp, płoć, lin, miętus, okoń i inne.
Snudy wchodzi w skład Parku Narodowego Jeziora Brasławskie. W 1985 na jeziorze stworzono ornitologiczny rezerwat przyrody o powierzchni 2200 ha .